# Waka/Jawaka
Waka/Jawaka (также известен под названием Waka/Jawaka — Hot Rats) — четвёртый сольный альбом Фрэнка Заппы, выпущенный в июле 1972 года. Выдержанный в джазовом стиле, альбом являлся предшественником The Grand Wazoo (выпущенного в ноябре того же 1972 года) и концептуальным продолжением альбома 1969 года — Hot Rats.

## Некоторые треки
«Big Swifty» — джаз-фьюжн-композиция, которая по структуре схожа с другими записями Заппы «джазового периода» его творчества. В ней звучит множество духовых инструментов, обеспечивающие плотный «медный» звук. В композицию включены импровизационные элементы, использовано сразу несколько различных размеров и темпов: начинаясь с быстрого риффа размером 7/8, мелодия продолжает чередовать размеры 7/8 и 6/8 (или 3/4), заканчиваясь размером 4/4. Некоторые концертные версии композиции использовали расширенные фрагменты с размером 11/8, также композиция делилась на части (например, на концерте в Техасе 1973 года).
В песне «It Just Might Be a One-Shot Deal» в исполнении Сэла Маркеса и Джанет Фергюсон рассказывается о галлюцинациях. Джефф Симмонс, исполнивший в этой композиции партию на гавайской гитаре, впоследствии отмечал: «…хотя я играл в реальном времени, без состыковок, гитара снова звучит так, будто музыка начала двигаться в обратном направлении».

## Переиздания
Альбом дважды переиздавался на CD лейблом Rykodisc в 1986 и в 1995 годах. В 2012 году лейбл Universal Music выпустил CD-версию альбома, проведя ремастеринг звука с оригинального винила.

## Список композиций
Автор всех песен и композиций — Фрэнк Заппа
| №  | Название     | Длительность |
| -- | ------------ | ------------ |
| 1. | «Big Swifty» | 17:22        |

| №  | Название                           | Длительность |
| -- | ---------------------------------- | ------------ |
| 2. | «Your Mouth»                       | 3:12         |
| 3. | «It Just Might Be a One-Shot Deal» | 4:16         |
| 4. | «Waka/Jawaka»                      | 11:18        |

## Участники записи

### Музыканты
- Фрэнк Заппа — гитара (все треки, включая акустическую в 3 треке), перкуссия (1), вокал (3)
- Сэл Маркес — труба (на всех треках), вокал (1, 3, 4), колокола (1, 4), Флюгельгорн (4)
- Эрронеус (Алекс Дмочёвски) — электрический бас (все треки), вокал (3), дисторшн-бас (4)
- Эйнсли Данбар — ударные (на всех треках), стиральная доска (3), тамбурин (3)
- Тони Дюран[англ.] — слайд-гитара (1, 2, 3), вокал (3)
- Джордж Дюк — кольцевая модуляция и электрическое фортепиано (1), гвоздевое пианино[англ.] (2)
- Майк Алтсчул — баритон-саксофон (2, 4), пикколо (2, 4), бас-флейта[англ.] (4), бас-кларнет (4), тенор-саксофон (4)
- Крис Петерсон — вокал (2, 4)[18]
- Джоел Пешкин — тенор-саксофон (2)
- Джефф Симмонс[англ.] — гавайская гитара (3), вокал (3)
- Сники Пит Клейноу[англ.] — педальная слайд-гитара (3)
- Джанет Фергюсон — вокал (3)
- Дон Престон — фортепиано (4), Minimoog (4)
- Билл Байерс — тромбон (4), баритон-валторна[англ.] (4)
- Кен Шроер — тромбон (4), баритон-валторна (4)

### Производственный персонал
- Продюсер: Фрэнк Заппа
- Звукоинженеры: Маршалл Бревитз, Керри Макнабб
- Мастеринг: Фрэнк Заппа
- Контроль: Маршалл Бревитз
- Концепция: Сэл Маркес
- Творческий консультант: Сэл Маркес
- Дизайн: Кел Шенкель[англ.]
- Дизайн обложки: Кел Шенкель
- Иллюстрации: Марвин Меттелсон
- Фотографии: Филип Шварц
- Упаковка: Кел Шенкель
- Переупаковка: Ференц Добронил

## Позиция в чартах
| Год  | Хит-парад  | Позиция |
| ---- | ---------- | ------- |
| 1972 | Pop Albums | 152     |